# Tournoi de clôture du championnat du Costa Rica de football 2022
Navigation
Tournoi précédent Tournoi suivant
Le tournoi Clausura 2022 est le trentième tournoi saisonnier disputé au Costa Rica. C'est cependant la 115e fois que le titre de champion du Costa Rica est remis en jeu.
Lors de ce tournoi, le CS Herediano tente de conserver son titre de champion du Costa Rica face aux onze meilleurs clubs costariciens. Le CS Cartaginés remporte le quatrième titre de son histoire (le premier depuis 1940) à l'issue de la finale nationale face à la LD Alajuelense et se qualifie ainsi pour la Ligue de la CONCACAF 2022.

## Les douze équipes participantes
| \| Alajuelense Cartaginés Herediano Guanacasteca Pérez Zeledón Saprissa Sporting San Carlos Santos Guadalupe Grecia Jicaral \| Localisation des équipes. |
| Alajuelense Cartaginés Herediano Guanacasteca Pérez Zeledón Saprissa Sporting San Carlos Santos Guadalupe Grecia Jicaral                                 |

Ce tableau présente les douze équipes qualifiées pour disputer le championnat 2021-2022. On y trouve le nom des clubs, le nom des stades dans lesquels ils évoluent ainsi que la capacité et la localisation de ces derniers.
| Équipe                  | Ville                  | Stade                         | Capacité |
| LD Alajuelense          | Alajuela               | Stade Alejandro Morera Soto   | 17 900   |
| CS Cartaginés           | Cartago                | Stade José Rafael Ivankovich  | 13 500   |
| Municipal Grecia        | Grecia                 | Stade Allen Riggioni          | 4 000    |
| Guadalupe FC            | Guadalupe              | Stade Coyella Fonseca         | 4 500    |
| CS Herediano            | Heredia                | Stade Eladio Rosabal Cordero  | 8 100    |
| Jicaral Sercoba (en)    | Jicaral                | Stade Asoc. Cívica Jicaraleña | 1 500    |
| AD Guanacasteca         | Nicoya                 | Stade Chorotega               | 3 000    |
| Municipal Pérez Zeledón | San Isidro del General | Stade Municipal Pérez Zeledón | 6 000    |
| AD San Carlos           | Ciudad Quesada         | Stade Carlos Ugalde Álvarez   | 5 000    |
| SD Santos               | Guápiles               | Stade Ebal Rodríguez          | 3 000    |
| Deportivo Saprissa      | San José               | Stade Ricardo Saprissa        | 23 100   |
| Sporting FC             | San José               | Stade Ernesto Rohrmoser       | 3 000    |

## Compétition
Le tournoi Clausura est divisé en trois phases :
- La phase de qualification : les vingt-deux journées de championnat.
- La phase finale : les matchs aller-retour allant des demi-finales à la finale.
- La finale nationale éventuelle : s'il ne remporte pas la phase finale, le vainqueur de la phase de qualification fait face au vainqueur de la phase finale pour déterminer le champion du tournoi.

### Phase de qualification
Lors de la phase de qualification les douze équipes s'affrontent à deux reprises selon un calendrier tiré aléatoirement.
Les quatre meilleures équipes sont directement qualifiées pour la phase finale.
Le classement est établi sur le barème de points classique (victoire à 3 points, match nul à 1, défaite à 0).
Le départage final se fait selon les critères suivants :
- Le nombre de points.
- La différence de buts générale.
- La différence de buts particulière.
- Le nombre de buts marqués.

#### Classement
| Rang | Équipe                  | Pts | J  | G  | N | P  | Bp | Bc | Diff |
| ---- | ----------------------- | --- | -- | -- | - | -- | -- | -- | ---- |
| 1    | LD Alajuelense          | 42  | 22 | 13 | 3 | 6  | 36 | 19 | +17  |
| 2    | CS Herediano T          | 36  | 22 | 9  | 9 | 4  | 32 | 19 | +13  |
| 3    | CS Cartaginés           | 34  | 22 | 10 | 4 | 8  | 45 | 36 | +9   |
| 4    | Deportivo Saprissa      | 34  | 22 | 10 | 4 | 8  | 30 | 30 | 0    |
| 5    | AD San Carlos           | 34  | 22 | 9  | 7 | 6  | 31 | 31 | 0    |
| 6    | Sporting FC             | 30  | 22 | 8  | 5 | 9  | 32 | 37 | -5   |
| 7    | Guadalupe FC            | 29  | 22 | 8  | 5 | 9  | 32 | 37 | -5   |
| 8    | Santos de Guápiles      | 26  | 22 | 7  | 5 | 10 | 28 | 31 | -3   |
| 9    | Municipal Grecia        | 26  | 22 | 7  | 5 | 10 | 26 | 31 | -5   |
| 10   | Jicaral Sercoba (en)    | 25  | 22 | 6  | 7 | 9  | 25 | 35 | -10  |
| 11   | Municipal Pérez Zeledón | 23  | 22 | 5  | 8 | 9  | 25 | 29 | -4   |
| 12   | AD Guanacasteca P       | 22  | 22 | 5  | 7 | 10 | 23 | 36 | -13  |

| Légende : Qualifications et relégations | Légende : Qualifications et relégations                               |
| --------------------------------------- | --------------------------------------------------------------------- |
|                                         | Qualification pour les demi-finales et la finale nationale éventuelle |
|                                         | Qualification pour les demi-finales                                   |
|                                         | T Tenant du titre P Promu de la saison 2020-2021                      |

### Phase finale
Les quatre équipes qualifiées sont réparties dans le tableau final d'après leur classement général, le deuxième affrontant le troisième et le premier affrontant le quatrième lors des demi-finales.
En cas d'égalité sur la somme des deux matchs, c'est la position au classement général qui départage les deux équipes, sauf pour la finale où des prolongations puis une séance de tirs au but ont éventuellement lieu.

#### Tableau
|  | Demi-finales         | Demi-finales         | Demi-finales          | Demi-finales          |                  |                  | Finale | Finale | Finale | Finale |  |  | Grande finale | Grande finale | Grande finale | Grande finale |
|  |                      |                      |                       |                       |                  |                  |        |        |        |        |  |  |               |               |               |               |
|  |                      |                      |                       |                       |                  |                  |        |        |        |        |  |  |               |               |               |               |
|  |                      |                      |                       |                       |                  |                  |        |        |        |        |  |  |               |               |               |               |
|  | 1 LD Alajuelense     | 1 LD Alajuelense     | 1                     | 3                     |                  |                  |        |        |        |        |  |  |               |               |               |               |
|  | 1 LD Alajuelense     | 1 LD Alajuelense     | 1                     | 3                     |                  |                  |        |        |        |        |  |  |               |               |               |               |
|  | 4 Deportivo Saprissa | 4 Deportivo Saprissa | 1                     | 1                     |                  |                  |        |        |        |        |  |  |               |               |               |               |
|  | 4 Deportivo Saprissa | 4 Deportivo Saprissa | 1                     | 1                     | 1 LD Alajuelense | 1 LD Alajuelense | 0      | 1      |        |        |  |  |               |               |               |               |
|  |                      |                      |                       |                       | 1 LD Alajuelense | 1 LD Alajuelense | 0      | 1      |        |        |  |  |               |               |               |               |
|  |                      |                      | 3 CS Cartaginés E     | 3 CS Cartaginés E     | 0                | 1                |        |        |        |        |  |  |               |               |               |               |
|  | 2 CS Cartaginés      | 2 CS Cartaginés      | 3 CS Cartaginés E     | 3 CS Cartaginés E     | 0                | 1                | 0      | 1      |        |        |  |  |               |               |               |               |
|  | 2 CS Cartaginés      | 2 CS Cartaginés      |                       |                       |                  |                  |        | 1      |        |        |  |  |               |               |               |               |
|  | 3 CS Herediano       | 3 CS Herediano       | 1                     | 1                     |                  |                  |        |        |        |        |  |  |               |               |               |               |
|  | 3 CS Herediano       | 3 CS Herediano       | 1                     | 1                     | 1 LD Alajuelense | 1 LD Alajuelense | 0      | 1      |        |        |  |  |               |               |               |               |
|  |                      |                      |                       |                       | 1 LD Alajuelense | 1 LD Alajuelense | 0      | 1      |        |        |  |  |               |               |               |               |
|  |                      |                      | 3 CS Cartaginés a. p. | 3 CS Cartaginés a. p. | 1                | 1                |        |        |        |        |  |  |               |               |               |               |
|  |                      |                      |                       |                       | 1                | 1                |        |        |        |        |  |  |               |               |               |               |
|  |                      |                      |                       |                       |                  |                  |        |        |        |        |  |  |               |               |               |               |
|  |                      |                      |                       |                       |                  |                  |        |        |        |        |  |  |               |               |               |               |
|  |                      |                      |                       |                       |                  |                  |        |        |        |        |  |  |               |               |               |               |
|  |                      |                      |                       |                       |                  |                  |        |        |        |        |  |  |               |               |               |               |
|  |                      |                      |                       |                       |                  |                  |        |        |        |        |  |  |               |               |               |               |
|  |                      |                      |                       |                       |                  |                  |        |        |        |        |  |  |               |               |               |               |
|  |                      |                      |                       |                       |                  |                  |        |        |        |        |  |  |               |               |               |               |
|  |                      |                      |                       |                       |                  |                  |        |        |        |        |  |  |               |               |               |               |
|  |                      |                      |                       |                       |                  |                  |        |        |        |        |  |  |               |               |               |               |
|  |                      |                      |                       |                       |                  |                  |        |        |        |        |  |  |               |               |               |               |

#### Demi-finales
| Club           | Aller | Retour | Club               | Commentaire |
| LD Alajuelense | 1 - 1 | 3 - 1  | Deportivo Saprissa |             |
| CS Herediano   | 0 - 1 | 1 - 1  | CS Cartaginés      |             |

#### Finale
| Match aller  | CS Cartaginés | 0 - 0   | LD Alajuelense | Stade José Rafael Fello Meza Ivankovich, Cartago   |                                                    |
| 26 juin 2022 |               | (0 - 0) |                | Spectateurs : 10 800 Arbitrage : Adrián Chinchilla | Spectateurs : 10 800 Arbitrage : Adrián Chinchilla |
| 26 juin 2022 | Rapport       |         |                | Spectateurs : 10 800 Arbitrage : Adrián Chinchilla | Spectateurs : 10 800 Arbitrage : Adrián Chinchilla |

| Match retour | LD Alajuelense | 1 - 1   | CS Cartaginés | Stade Alejandro Morera Soto, Alajuela      |                                            |
| 30 juin 2022 | Mora 70e       | (0 - 0) | 85e Hernández | Spectateurs : 22 000 Arbitrage : Hugo Cruz | Spectateurs : 22 000 Arbitrage : Hugo Cruz |
| 30 juin 2022 | Rapport        |         |               | Spectateurs : 22 000 Arbitrage : Hugo Cruz | Spectateurs : 22 000 Arbitrage : Hugo Cruz |

### Finale nationale
La LD Alajuelense ayant été éliminée en finale de la phase finale, le club affronte le vainqueur de cette seconde phase afin de déterminer le vainqueur du tournoi Clausura 2022.
| Match aller    | CS Cartaginés | 1 - 0   | LD Alajuelense | Stade José Rafael Fello Meza Ivankovich, Cartago |                                                |
| 3 juillet 2022 | Venegas 90+1e | (0 - 0) |                | Spectateurs : 9 800 Arbitrage : Keylor Herrera   | Spectateurs : 9 800 Arbitrage : Keylor Herrera |
| 3 juillet 2022 | Rapport       |         |                | Spectateurs : 9 800 Arbitrage : Keylor Herrera   | Spectateurs : 9 800 Arbitrage : Keylor Herrera |

| Match retour   | LD Alajuelense | 1 - 1 a. p.           | CS Cartaginés | Stade Alejandro Morera Soto, Alajuela            |                                                  |
| 6 juillet 2022 | Gamboa 58e     | (0 - 0, 1 - 0, 1 - 1) | 105e Campos   | Spectateurs : 19 000 Arbitrage : Benjamin Pineda | Spectateurs : 19 000 Arbitrage : Benjamin Pineda |
| 6 juillet 2022 | Rapport        |                       |               | Spectateurs : 19 000 Arbitrage : Benjamin Pineda | Spectateurs : 19 000 Arbitrage : Benjamin Pineda |

| Vainqueur du Tournoi Clausura 2022 CS Cartaginés 4e titre |

## Statistiques

### Buteurs
| Rang | Nom              | Équipe             | Buts |
| 1    | Marcel Hernández | CS Cartaginés      | 16   |
| 2    | Johan Venegas    | LD Alajuelense     | 10   |
| 2    | Jossimar Méndez  | Santos de Guápiles | 10   |

## Bilan du tournoi
| Tournoi de clôture du championnat de football du Costa Rica 2022 |                          |
| Champion                                                         | CS Cartaginés (4e titre) |
| Dauphin                                                          | LD Alajuelense           |
| Qualifications continentales                                     |                          |
| Ligue de la CONCACAF 2022 (huitièmes de finale)                  | CS Cartaginés            |
| Ligue de la CONCACAF 2022 (tour préliminaire)                    | LD Alajuelense           |
| Promotions et relégations                                        |                          |
| Promus en Primera División                                       | Puntarenas FC            |
| Relégués en Segunda División                                     | Jicaral Sercoba          |

## Classement cumulatif
| Rang | Équipe                  | Pts | J  | G  | N  | P  | Bp | Bc | Diff |
| ---- | ----------------------- | --- | -- | -- | -- | -- | -- | -- | ---- |
| 1    | LD Alajuelense          | 83  | 44 | 25 | 8  | 11 | 78 | 43 | +35  |
| 2    | CS Herediano C          | 81  | 44 | 23 | 12 | 9  | 67 | 36 | +31  |
| 3    | Deportivo Saprissa      | 68  | 44 | 19 | 11 | 14 | 70 | 52 | +18  |
| 4    | CS Cartaginés C         | 68  | 44 | 20 | 8  | 16 | 76 | 63 | +13  |
| 5    | Santos de Guápiles      | 62  | 44 | 17 | 11 | 16 | 73 | 65 | +8   |
| 6    | AD San Carlos           | 58  | 44 | 14 | 16 | 14 | 59 | 65 | -6   |
| 7    | Sporting FC             | 57  | 44 | 15 | 12 | 17 | 59 | 65 | -6   |
| 8    | Municipal Grecia        | 55  | 44 | 15 | 10 | 19 | 55 | 57 | -2   |
| 9    | Guadalupe FC            | 50  | 44 | 12 | 14 | 18 | 50 | 71 | -21  |
| 10   | Municipal Pérez Zeledón | 47  | 44 | 11 | 14 | 19 | 46 | 58 | -12  |
| 11   | AD Guanacasteca P       | 46  | 44 | 11 | 13 | 20 | 44 | 71 | -27  |
| 12   | Jicaral Sercoba (en)    | 45  | 44 | 10 | 15 | 19 | 44 | 73 | -29  |

| Légende : Qualifications et relégations | Légende : Qualifications et relégations                                        |
| --------------------------------------- | ------------------------------------------------------------------------------ |
|                                         | Qualification pour les huitièmes de finale de la Ligue de la CONCACAF 2022     |
|                                         | Qualification pour le tour préliminaire de la Ligue de la CONCACAF 2022        |
|                                         | Relégué en Segunda División                                                    |
|                                         | C Vainqueur d'un des deux tournois de la saison P Promu de la saison 2020-2021 |